# Scottish Cup 1874-75
Scottish Football Association Challenge Cup 1874-75 var den anden udgave af Scottish Football Association Challenge Cup, nu til dags bedre kendt som Scottish Cup. 25 hold var tilmeldt turneringen, der blev afviklet som en cupturnering. To af klubberne trak sig imidlertid inden den første kamp, så turneringen fik deltagelse af 23 klubber – ni flere en i den forrige sæson. De første kamp blev spillet oktober 1874, og finalen blev afviklet den 10. april 1875 på Hampden Park i Glasgow, hvor Queen's Park FC vandt 3-0 over Renton FC og dermed med held forsvarede titlen vundet året før.

## Resultater

### Første runde
Første runde blev spillet i oktober 1874. 24 hold spillede om 12 pladser i anden runde, mens det sidste hold, Standard FC, var oversidder og dermed gik direkte videre til anden runde.
| Dato    | Kamp                                 | Res. |
| ------- | ------------------------------------ | ---- |
|         | Clydesdale FC – Vale of Leven FC     | 0–0  |
|         | Dumbreck FC – Alexandra Athletic FC  | 5–1  |
|         | Queen's Park FC – Western FC         | 1–0  |
|         | Dumbarton FC – Arthurlie FC          | 3–0  |
|         | Eastern FC – 23rd Renfrew RV         | 3–0  |
|         | Helensburgh FC – 3rd Edinburgh RV    | 3–0  |
|         | Kilmarnock FC – Vale of Leven Rovers | 4–0  |
|         | 3rd Lanark RV – Barrhead FC          | 0–0  |
|         | Rangers FC – Oxford FC               | 2–0  |
|         | Renton FC – Blythswood FC            | w.o. |
|         | Rovers FC – Hamilton Academical FC   | w.o. |
|         | West End FC – Star of Leven          | 3–0  |
| Omkampe |                                      |      |
|         | Barrhead FC – 3rd Lanark RV          | 0–1  |
|         | Vale of Leven FC – Clydesdale FC     | w.o. |

### Anden runde
Tolv hold spillede om seks pladser i kvartfinalerne, mens det sidste hold, Rovers FC, var oversidder og dermed gik direkte videre til kvartfinalerne.
| Dato | Kamp                          | Res. |
| ---- | ----------------------------- | ---- |
|      | Clydesdale FC – Dumbreck FC   | 2–0  |
|      | Dumbarton FC – Rangers FC     | 1–0  |
|      | Eastern FC – Kilmarnock FC    | 3–0  |
|      | Queen's Park FC – West End FC | 7–0  |
|      | Renton FC – Helensburgh FC    | 2–0  |
|      | 3rd Lanark RV – Standard FC   | 2–0  |

### Kvartfinaler
I kvartfinalerne spillede seks hold om tre semifinalepladser, men Clydesdale FC var oversidder.
| Dato | Kamp                         | Res. |
| ---- | ---------------------------- | ---- |
|      | Dumbarton FC – 3rd Lanark RV | 1–0  |
|      | Queen's Park FC – Rovers FC  | w.o. |
|      | Renton FC – Eastern FC       | 1–0  |

### Semifinaler
| Dato         | Kamp                            | Res. | Spillested              |
| ------------ | ------------------------------- | ---- | ----------------------- |
| 6.3.         | Dumbarton FC – Renton FC        | 0–0  | Boghead Park, Dumbarton |
| 20.3.        | Queen's Park FC – Clydesdale FC | 0–0  | Kinning Park, Glasgow   |
| Omkampe      |                                 |      |                         |
| 13.3.        | Dumbarton FC – Renton FC        | 0–1  | Boghead Park, Dumbarton |
| 27.3.        | Queen's Park FC – Clydesdale FC | 2–2  | Hampden Park, Glasgow   |
| Anden omkamp |                                 |      |                         |
| 3.4.         | Queen's Park FC – Clydesdale FC | 1–0  | Kinning Park, Glasgow   |

### Finale
| Dato  | Kamp                        | Res. | Tilskuere | Spillested            |
| ----- | --------------------------- | ---- | --------- | --------------------- |
| 10.4. | Queen's Park FC – Renton FC | 3–0  | 7.000     | Hampden Park, Glasgow |